# Mongolernas invasion av Europa
Mongolernas invasion av Europa pågick från 1236 till 1241 och var den andra av tre större invasionsfälttåg västerut som mongolerna företog. Invasionens större del var i Ryssland och avslutades med invasion av Polen och Ungern.

## Bakgrund
Batu, som var son till Jochi och barnbarn till Djingis khan, blev efter att Ögedei tillträtt som storkhan 1229 placerad som khan över Gyllene horden i södra Ryssland. År 1235 sammankallade Ögedei en kurultai och beslutade att ett andra militärt fälttåg skulle genomföras väster ut för att säkra anspråken på kiptjakernas stäpp och Ryssland som hade överlåtits till Jochi och hans ättlingar.

## Invasionen

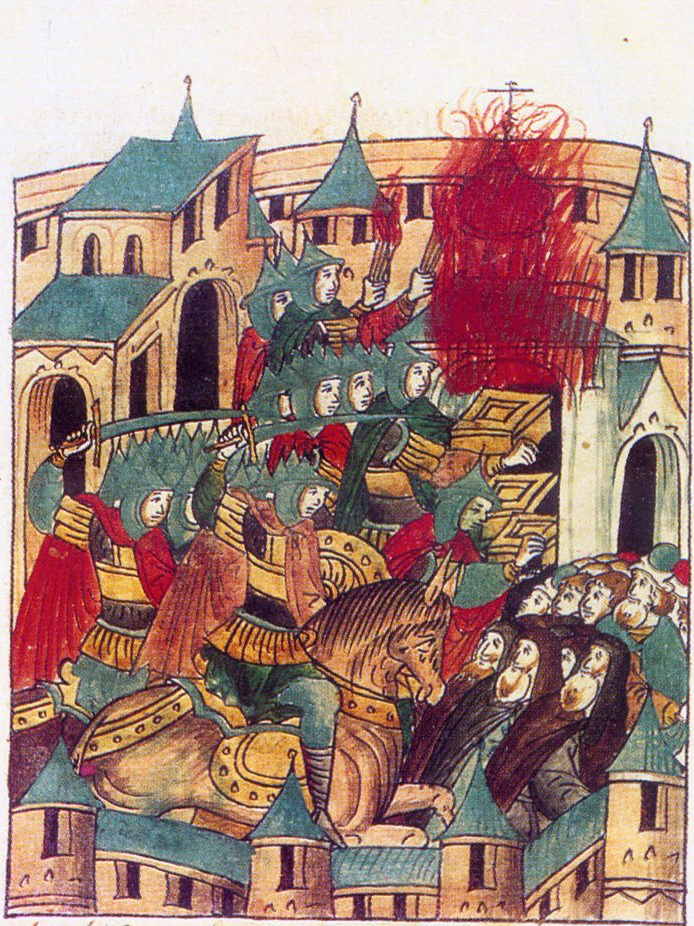
Mongolernas erövring av Vladimir år 1238.

Fälttåget leddes av den då 50-årige generalen Tsubotai och med följde en rad prinsar: Batu (Jochis son), Güyük (Ögedeis son) och Möngke (Toluis son). Ögedei stannade i Karakorum. Härnadståget bestod av ett kavalleri på 150 000 soldater och varje soldat hade minst fem hästar.
Armén begav sig västerut genom Dzungariet förbi Aralsjön där de gjorde en paus för att fortsätta mot Volga. Vid Volga slog de 1236 ner  det Volgabulgariska riket, lett av protobulgarerna och erövrade dess större städer nära dagens Kazan. Armén följde sedan Volga väster ut och erövrade 1237 ryska Rjazan. Efter att Rjazas kvinnor begått självmord genom att hoppa från stadsmuren istället för att bli våldtagna av mongolerna beslutade Tsubotai att hela stadens befolkning skulle mördas. Mongolerna fortsatte med att erövra Rjazan, Suzdal, Vladimir, Jaroslavl och Tver under vintern 1237 till 1238. De erövrade också Moskva 1238 där de dödade Jurij II som var furste över Vladimir-Suzdal. Efter Moskva begav sig mongolerna mot Republiken Novgorod och dess huvudstad Novgorod, men våren kom tidigt 1238, vilket förvandlade slättländer runt Novgorod till träskmark och gjorde det omöjligt att passera Pripjatträsken så de vände söder ut. År 1238 och 1239 befäste de sina ställningar i kiptjakernas stäpp och erövrade några ryska städer. År 1240 fortsatte armén mot Ukraina där den erövrade Kievrus och i december totalförstörde dess huvudstad Kiev. Värt att notera är att mongolerna erövrade Ryssland under vintersäsongen, vilket både Napoleon och Hitler misslyckades med.
Efter Kiev delades mongolernas styrkor i fyra grupper. En armé på 20 000 man fortsatte västerut mot Polen. I början av 1241 erövrades och brändes Lublin, Sandomierz och Kraków. Vid floden Oder brände invånarna själva sin stad Wrocław och flydde till en ö i floden. Vid Legnica mötte mongolerna en armé på omkring 100 000 man, bestående av både polacker, tjecker och soldater från Tyska orden. 10 km utanför Legnica utkämpades den 9 april 1241 slaget vid Liegnitz där mongolerna segrade, men led betydande förluster. En annan del av armén på 50 000 man gick sydväst mot Ungern där de den 10 april, dagen efter slaget vid Liegnitz, besegrade ungrarna i slaget vid Muhi. Efter Esztergom följde Budapest samma öde med förstörelse och massmord. De två andra grupperna av armén gick mot Schlesien och Galizien. Mongolerna fortsatte sedan på order av Batu väster ut längs Donau för att erövra Österrike. De nådde Wienerwald mycket nära Wien när de nåddes av beskedet att Ögedei hade avlidit, vilket avslutade fälttåget, och de lämnade Europa i juni 1242 och vände åter till Mongoliet.

## Eftermäle
Fågelvägen tur och retur mellan Mongolväldets huvudstad Karakorum och Budapest är mer än 12 000 kilometer (600 mil enkel), och den verkliga tillryggalagda sträckan på marken måste ha varit flera gånger längre, vilket gör fälttåget till ett av de absolut mest omfattande i världens militärhistoria. Gyllene horden, där Batus arvingar fortsatte att styra, konverterade 1270 till islam och de mongoliska influenserna i området var därmed nästan borta. Mongolerna utförde efter den initiala invasionen flera nya expeditioner mot Mellaneuropa och Västeuropa. 
1285 anföll mongolerna Ungern igen, ledda av Nogai Khan och Talabuga Khan. Trots den tidiga framgången vände lyckan snart när vintern gjorde Karpaterna svårframkomliga och armén decimerades av svält medan ungrarna höll ut i sina borgar där de bunkrat sin mat och ledde mindre räder mot mongolerna. Ungrarna hade utfört flera militära reformer sedan den tidigare invasionen i form av nya taktiker där armborstskyttar effektivt kunde sättas in, bättre utrustade soldater och omfattande byggen av stenslott. László IV av Ungern ledde ett framgångsrik motstånd vilket ledde till att den Gyllene Horden led svåra nederlag och förluster och tvingades lämna Ungern. När Nogai och Talabuga anföll Polen 1287, använde polackerna liknande taktiker som ungrarna och mongolerna fördrevs på nytt. Dessa nederlag reducerade den Gyllene Hordens kapacitet som militärt hot.